# Ары-Мас (приток Бёрёлёха)
Ары́-Мас (также Арыы-Мас) — река в Аллаиховском улусе Якутии, правый приток Бёрёлёха (бассейн Индигирки). Длина реки — 284 км. Площадь водосборного бассейна — 3550 км².
Река вытекает из небольшого безымянного озера на юге Яно-Индигирской низменности на высоте 22 м над уровнем моря. Течёт преимущественно на север, активно меандрируя и петляя по озёрной болотистой тундре. Из многих озёр принимает сток. На берегах часто встречаются булгунняхи — отдельные бугры естественного образования. Впадает в Бёрёлёх справа, на отметке 5 м над уровнем моря, в 296 км от его устья. Ширина перед устьем — 50 м при глубине 1 м; скорость течения в низовьях составляет 0,4 м/с. Населённые пункты на реке отсутствуют.

## Основные притоки
Указаны поименованные притоки длиной 30 км и более.
| Название      | Расстояние от устья | Длина | Положение |
| ------------- | ------------------- | ----- | --------- |
| Сала          | 40                  | 116   | правый    |
| Нюкулчан-Сяне | 126                 | 34    | левый     |
| Биракан       | 179                 | 38    | левый     |
| Чибичерка     | 226                 | 36    | правый    |

## Данные водного реестра
По данным государственного водного реестра России и геоинформационной системы водохозяйственного районирования территории РФ, подготовленной Федеральным агентством водных ресурсов:
- Бассейновый округ — Ленский
- Речной бассейн — Индигирка
- Речной подбассейн — нет
- Водохозяйственный участок — Индигирка от водомерного поста Белая Гора до устья
- Код водного объекта — 18050000412117700069341